# Arellano Félix
Les Arellano Félix sont une famille de trafiquants de stupéfiants du Mexique, à la tête du cartel de Tijuana, du moins jusqu'à l'arrestation ou la mort de la plupart des sept frères et quatre sœurs. Parmi ceux participant au trafic, restent vivants et libres Luis Fernando Sánchez Arellano (en), neveu d'Eduardo Arellano Félix (en) arrêté en 2008, et sa tante Enedina Arellano Félix (née en 1961).

## La famille
Les Arrelano Félix sont originaires de Culiacán, capitale de l'État du Sinaloa,. Issus de la classe moyenne urbanisée, certains sont diplômés d'universités .
Ils seraient les enfants de Francisco Arellano Sánchez et d'Alicia Isabel Félix Azueta. Le couple eut 10 enfants, dont quatre impliqués dès l'origine dans le cartel: Francisco Rafael Arellano Félix (en), libéré en 2008; Benjamín Arellano Félix (en), à la tête du groupe jusqu'à son arrestation en 2002 ; Ramón Arellano Félix (en), responsable de la sécurité et célèbre pour sa cruauté, mort en 2002 ; et Francisco Javier Arellano Félix (en), arrêté en 2006 et condamné à la perpétuité. Un cinquième frère, Eduardo Arellano Félix (en), chirurgien de profession, s'impliqua tardivement et grimpa les échelons à la suite des arrestations de ses frères, mais fut lui aussi arrêté en 2008. Selon la DEA, un autre frère serait prêtre et vivrait au Vatican.
Il faut ajouter, enfin, la sœur Enedina Arellano Félix, et son neveu Luis Fernando Sánchez Arellano (en), qui aurait repris la tête du cartel.
Contrairement à la plupart des autres trafiquants mexicains, ils n'ont pas de liens de parenté, du moins démontré, avec d'autres parrains: malgré un nom de famille commun avec Félix Gallardo, tant ce dernier que les frères Arrelano Félix ont toujours nié toute parenté,.
Les frères auraient commencé par faire de la contrebande d'appareils ménagers dans le quartier El Coloso de Culiacán, avant de commencer à trafiquer du cannabis. C'est là que Benjamín Arellano Félix (en) aurait rencontré Javier Caro Payán, un lieutenant de Félix Gallardo chargé de contrôler le trafic de cocaïne à Tijuana. Ce dernier, de la même famille que les frères Caro Quintero, l'aurait promu en tant que secrétaire personnel, Benjamín allant donc vivre à Tijuana, où il aurait fait venir ses frères.
A Tijuana, un oncle éloigné de la famille, Jesús El Chuy Labra, a été leur mentor, selon les bureaux du procureur général du Mexique. Il les introduisit au sein de l'élite locale, leur faisant rencontrer le manager de boxe Angel Gutiérrez, ce qui serait l'origine des liens des Arellano Félix avec le boxeur Julio César Chávez ou le groupe Los Tucanes de Juarez . Petit à petit, ils s'emparèrent de Tijuana, d'où le nom actuel de cartel de Tijuana.

## Liste des membres de la famille
- Francisco Rafael Arellano Félix (en) (né en 1949), l'aîné qui a été arrêté en 1993 et condamné à 10 ans de prison pour port d'armes de guerre. Extradé aux États-Unis où il était recherché pour possession d'une quantité modeste de cocaïne (du moins à l'échelle d'un trafiquant), il a été libéré en 2008. Il est assassiné en octobre 2013 durant une fête par un tueur déguisé en clown[4].

- Ramón Arellano Félix (en) (né en 1964), le plus violent qui est chargé de la sécurité du cartel. Il est mort en février 2002 lors d'une fusillade, alors qu'il s'apprêtait à assassiner un rival.

- Benjamín Arellano Félix (en) (né en 1952), il a été arrêté en mars 2002, la disparition de ces deux frères fut l'un des coups les plus violents portés au cartel.

- Carlos Alberto Arellano Félix (né le 20 août 1955) est un chirurgien mexicain. Selon la presse, il serait chargé du blanchiment d'argent des revenus du Cartel de Tijuana à travers des entreprises de construction, de boîtes de nuit, de magasins de détail à Mazatlán, Guadalajara et Mexico. Actuellement, il ne fait l'objet d'aucun avis de recherche.

- Francisco Javier Arellano Félix (en) (né en 1969), un des cadets qui a été arrêté en 2006 par la DEA. Il est condamné à perpétuité.

- Eduardo Arellano Félix (en) (né en 1956), dont les États-Unis offraient une prime de 5 millions de dollars pour sa capture, a été arrêté en 2008.